# Carnitine O-palmitoyltransférase
La carnitine O-palmitoyltransférase (CPT) est une enzyme mitochondriale de type transférase (EC 2.3.1.21), impliquée dans le métabolisme de la palmitoylcarnitine en palmitoyl-CoA. 
Une transférase proche est la carnitine acyltransférase.

## Voie métabolique
Cette enzyme permet de transférer le groupe acyle entre une coenzyme A du cytosol et une autre coenzyme A située dans la matrice mitochondriale sous forme d'acylcarnitine à travers une porine de la membrane externe puis à travers une translocase de la membrane interne de la mitochondrie.

## CPT chez l'humain
Il existe quatre formes de la CPT chez l'humain : 
- les carnitine palmitoyltransferase I A (CPT1A), B (CPT1B) et C (CPT1B)
- la carnitine palmitoyltransferase II (CPT2)